# Olga Iwanowna Skorochodowa
Olga Iwanowna Skorochodowa (russisch Ольга Ивановна Скороходова; * 11. Mai 1911 im Dorf Belosjorka, Gouvernement Cherson; † 1982 in Moskau) war eine seit ihrem 5. Lebensjahr taubblinde ukrainisch-sowjetische Autorin und Wissenschaftlerin. Sie besuchte zunächst die Blindenschule von Odessa, dann ging sie an die Schule von Charkiw, deren Leiter Professor I. A. Sokoljaski war. Aufzeichnungen von ihr erschienen unter dem Titel Jenseits der Nacht auch auf Deutsch.
Am 24. Mai 2016, zum 105. Geburtstag, würdigte Google Olga Skorochodowa mit einem eigenen Google Doodle.

## Werke
- Jenseits der Nacht. Aus den Aufzeichnungen von Olga Skorochodowa. Verlag Kultur und Fortschritt, Berlin 1951, DNB 454732511 (Lebensbeschreibungen eines taubstummblinden Mädchens).